# Elkin Serrano
Elkin Orlando Serrano Valero (Bucaramanga, 17 marzo 1984) è un ex calciatore colombiano, di ruolo difensore.

## Carriera
Ha giocato nella massima serie dei campionati colombiano e maltese.

## Palmarès

### Club

#### Competizioni nazionali
- Coppa di Malta: 1

Balzan: 2018-2019